# Muzică funk

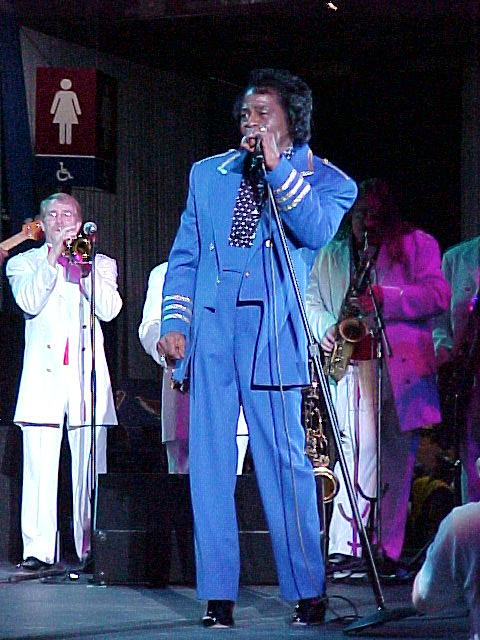
James Brown, interpret de muzică Funk

Funk este un gen de muzică american ale cărui origini provin din mijlocul spre sfârșitul anilor '60 când muzicienii negri au combinat muzica soul, jazz și r&b într-o nouă muzică ritmică, dansabilă. Muzica funk aduce un ritm alert cu o chitară bas electrică și tobe pe fundal. Spre deosebire de melodiile r&b și soul, ce au multe schimbări de acorduri, funk-ul este bazat adesea de repetiția unui singur acord.
La fel ca muzica africană, muzica funk se bazează pe îmbinarea chitarei electrice, chitarei bas, clapelor și tobelor ce fuzionând redau un ritm plăcut. Trupele funk au de asemenea și un saxofon, o trompetă și în unele cazuri un trombon.
Printre interpreții de funk amintim James Brown, Sly and the Family Stone, George Clinton, Curtis Mayfield, The Meters și Prince. Trupe semnificative în anii '70 sunt Parliament-Funkadelic, Earth, Wind & Fire, Tower of Power, The Commodores și Kool & the Gang; multe dintre acestea au cântat și muzică disco și soul. Muzica funk și-a pus amprenta asupra muzicii disco în anii '70, iar recent asupra muzicii new wave, precum și asuprea muzicii post-punk. De asemenea anumite părți din piesele Funk, numite sample-uri, sunt utilizate în muzica hip hop.